# Joanna Chmielewska

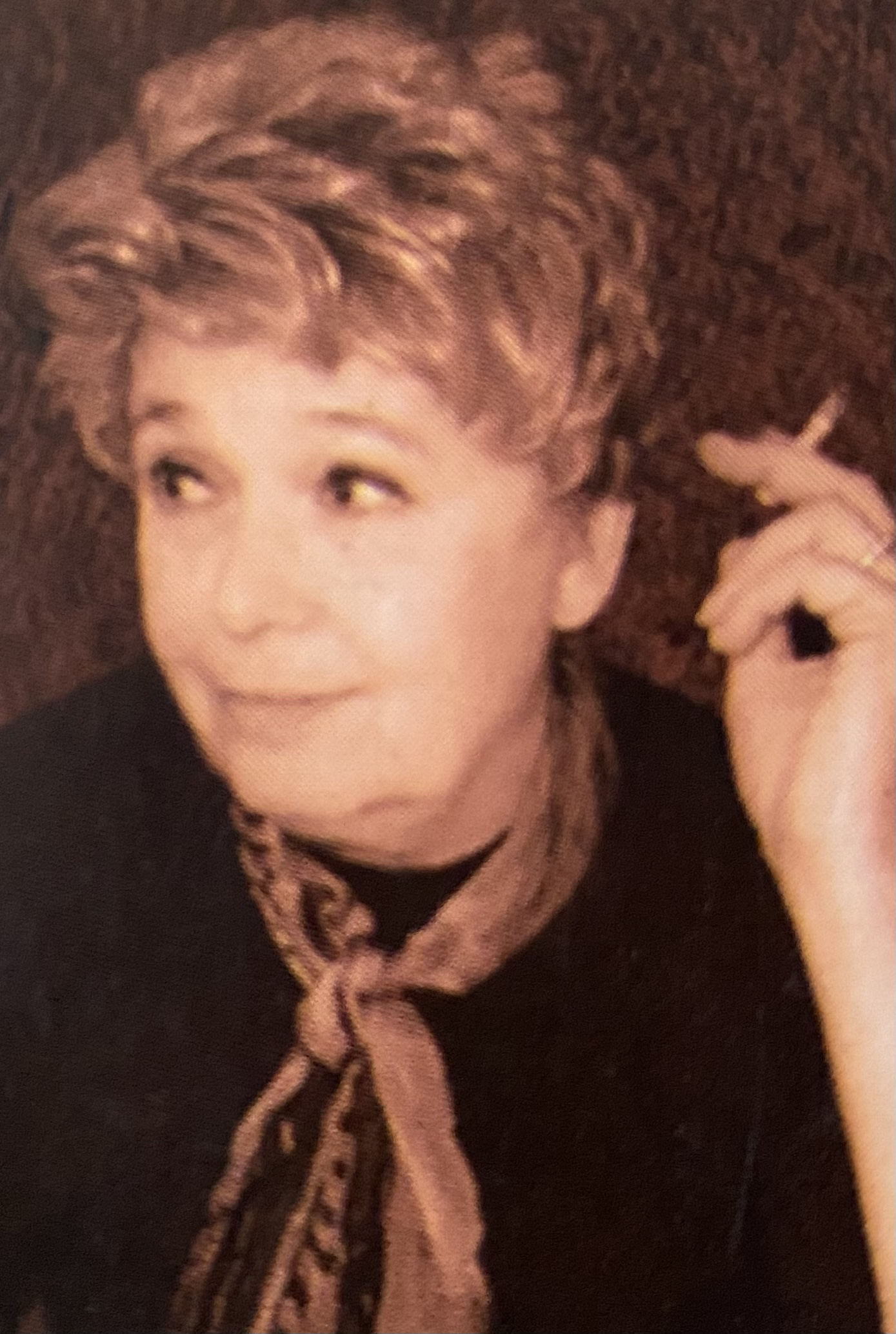
Joanna Chmielewska

Joanna Chmielewska (Warschau, 2 april 1932 - aldaar, 7 oktober 2013) was een Poolse schrijfster. Joanna Chmielewska was haar pseudoniem. Haar naam was Irena Barbara Becker en zij is ook bekend onder haar gehuwde naam Irena Barbara Kühn.

## Leven
Chmielewska studeerde architectuur in Warschau in de jaren vijftig en werkte daarna als ontwerper bij verschillende staatsarchitectenbureaus. Ze debuteerde in 1958 met korte verhalen voor het Poolse tijdschrift Cultuur en Leven. In 1964 publiceerde ze haar eerste roman. Sinds de jaren zeventig is ze een van de meest gelezen auteurs in Polen en Rusland. Ze schreef voornamelijk humoristische detectiveromans.
- Bibsys: 90726794
- Biblioteca Nacional de España: XX1704619
- Catàleg d'autoritats de noms i títols de Catalunya: 981058511359606706
- CiNii: DA13908163
- Gemeinsame Normdatei: 123512611
- International Standard Name Identifier: 0000 0003 6851 8837
- Library of Congress Control Number: n81018036
- Nationale Bibliotheek van Letland: 000012047
- Nationale Bibliotheek van Tsjechië: jo2001100223
- Nationale bibliotheek van Australië: 35878472
- Nationale Bibliotheek van Israël: 987007426666405171
- Nederlandse Thesaurus van Auteursnamen: 073666955
- Système universitaire de documentation: 075542692
- Trove: 1127860
- Virtual International Authority File: 77224020
- WorldCat: E39PBJdmjP8PVkfWkGD6BxkdQq